# Poiana Lungă, Caraș-Severin
Poiana Lungă este un sat în comuna Cornereva din județul Caraș-Severin, Banat, România.